# Буцевич, Александр Викентьевич
Александр Викентьевич Буцевич (1849, Псков — 17 мая 1885, Шлиссельбург) — революционер-народоволец, лейтенант Российского военно-морского флота, руководитель Военной организации партии «Народная воля».

## Биография
Родился в Пскове в семье чиновника, коллежского советника Викентия Буцевича и его жены Анны Артемьевны, кроме Александра в семье было шесть сестер.

Окончил Морское училище и Морскую Академию в Петербурге в 1872 году. По окончании Морской академии он получил назначение в гидрографический департамент морского министерства; в 1875 год
у был откомандирован в министерство путей сообщений и до 1879 года занимался описанием главнейших рек и озёр России. В 1881 году был назначен старшим помощником начальника изысканий по устройству порта Николаева. В начале 1880-х годов окончил Институт путей сообщения. Служил в Министерстве путей сообщения.

Был женат на Марии Гейндрих, овдовел, дочь воспитывала мать.

## Политическая деятельность
В 1880 году по рекомендации Н.Суханова был принят в Военную организацию Народной Воли. В 1882 году был принят в Исполнительный Комитет. Был сторонником военного восстания, разрабатывал план захвата власти Военной организацией. Также участвовал в организации динамитной мастерской в Петербурге.
5 июня 1882 года арестован. У него было найдено большое количество нелегальной литературы, а также воззвание к офицерам. Сведения о революционной деятельности Буцевича предоставил охранке Дегаев. Арестованный революционер содержался в Трубецком бастионе Петропавловской крепости. На Процессе семнадцати (март-апрель 1883) Александр Буцевич был приговорен к смертной казни, замененной пожизненной каторгой. В апреле 1884 года был переведён в Алексеевский равелин Петропавловской крепости, а в августе того же года — в Шлиссельбургскую крепость, где 17 мая 1885 умер от туберкулеза.

## Память
Имя А. В. Буцевича высечено на памятнике революционерам, погибшим в крепости в 1884—1906 годах.

## Адрес в Санкт-Петербурге
Санкт-Петербург ул. Малая Мастерская д.3